# Glauconycteris poensis
Glauconycteris poensis é uma espécie de morcego da família Vespertilionidae. Pode ser encontrada no Senegal, Libéria, Guiné, Serra Leoa, Costa do Marfim, Benim, Togo, Gana, Nigéria, Camarões, Guiné Equatorial e República Democrática do Congo.